# PC Card
En informàtica, PC Card és una configuració per a la interfície perifèrica de comunicació paral·lela d'ordinador, dissenyada per a ordinadors portàtils. Originalment introduït com a PCMCIA, l'estàndard de la targeta PC, així com els seus successors com CardBus, van ser definits i desenvolupats per l'Associació Internacional de targetes de memòria d'ordinadors personals (PCMCIA).
Tot i que es va dissenyar originalment com un estàndard per a targetes d'expansió de memòria per a l'emmagatzematge d'ordinadors, l'existència d'un estàndard general utilitzable per a perifèrics de portàtils va provocar el desenvolupament de molts tipus de dispositius, com ara targetes de xarxa, mòdems i discs durs.

## Història
L'estàndard de targeta PCMCIA 1.0 va ser publicat per l'Associació Internacional de targetes de memòria d'ordinadors personals el novembre de 1990 i aviat va ser adoptat per més de vuitanta venedors. Es correspon amb l'estàndard japonès de la targeta de memòria JEIDA 4.0.
SanDisk (que funcionava en aquell moment com a "SunDisk") va llançar la seva targeta PCMCIA l'octubre de 1992. L'empresa va ser la primera a introduir una targeta RAM Flash que es pot escriure per a l' HP 95LX (un dels primers ordinadors de butxaca MS-DOS). Aquestes targetes s'ajustaven a un estàndard addicional PCMCIA-ATA que els permetia aparèixer com a discs durs IDE més convencionals per al 95LX o un ordinador. Això tenia l'avantatge d'elevar el límit superior de capacitat fins als 32 MB disponible amb DOS 3.22 al 95LX.
New Media Corporation va ser una de les primeres empreses establertes amb el propòsit exprés de fabricar targetes per a PC; es van convertir en un important OEM per a fabricants d'ordinadors portàtils com ara Toshiba i Compaq per als productes de PC Card.

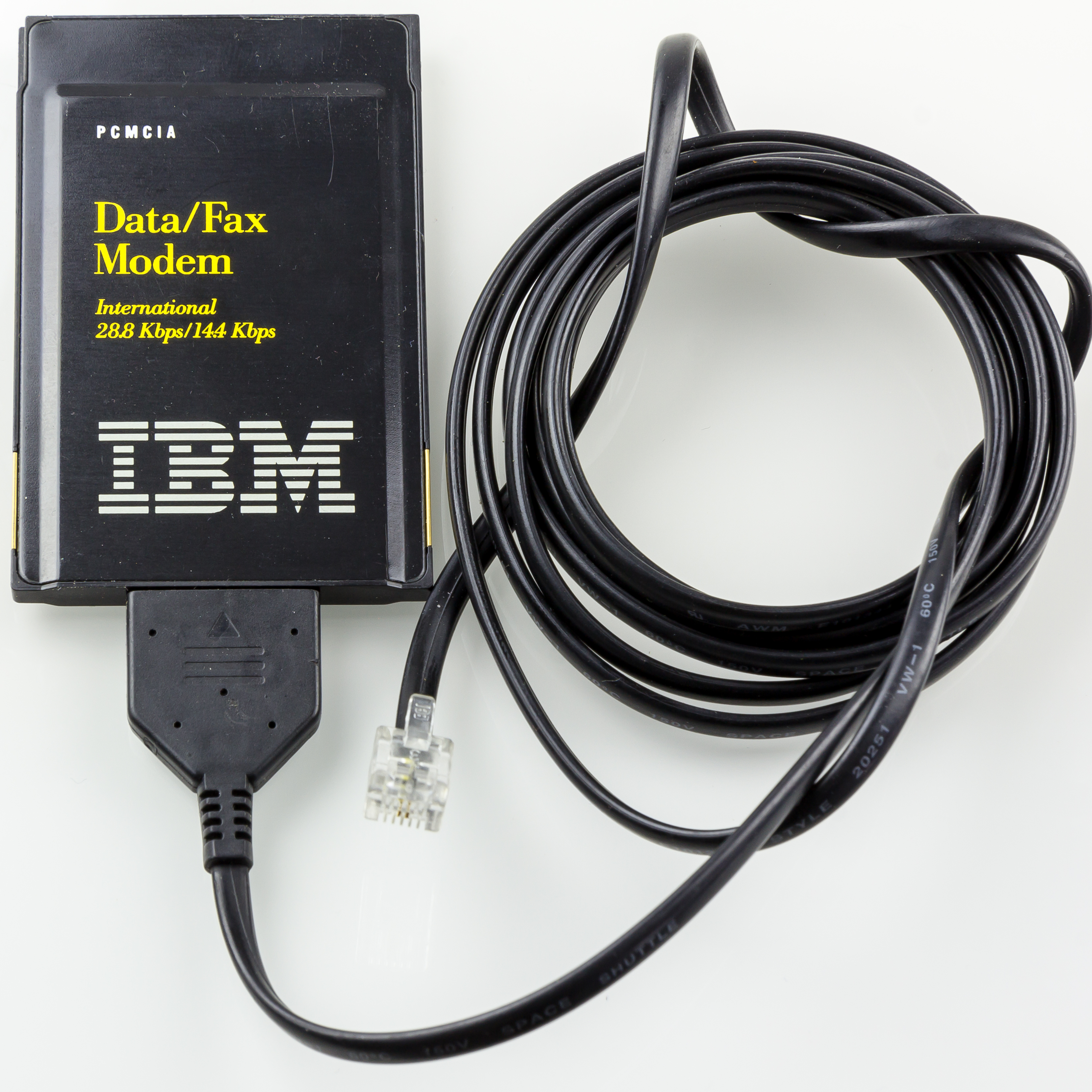
Targeta PC de tipus II: mòdem de dades/fax IBM V.34, fabricat per TDK

Aviat va quedar clar que l'estàndard de la targeta PCMCIA necessitava una expansió per donar suport a les targetes d'E/S "intel·ligents" per fer front a la necessitat emergent de targetes de fax, mòdem, LAN, disc dur i disquets. També necessitava instal·lacions d'interrupció i connexió en calent, que requeria la definició de noves interfícies de BIOS i sistema operatiu. Això va portar a la introducció de la versió 2.0 de l'estàndard PCMCIA i JEIDA 4.1 el setembre de 1991, que va veure correccions i expansió amb Card Services (CS) a l'estàndard PCMCIA 2.1 el novembre de 1992. ]

Molts quaderns de la dècada de 1990 tenien dues ranures de tipus II adjacents, que permetien la instal·lació de dues targetes de tipus II o una targeta de tipus III de doble gruix. Les targetes també es van utilitzar a les primeres càmeres SLR digitals, com ara la sèrie Kodak DCS 300 .Tanmateix, el seu ús original com a expansió d'emmagatzematge ja no és habitual. El port de la targeta PC ha estat substituït per la interfície ExpressCard des del 2003, tot i que alguns fabricants com Dell van continuar oferint-los el 2012 als seus ordinadors portàtils XFR resistents.

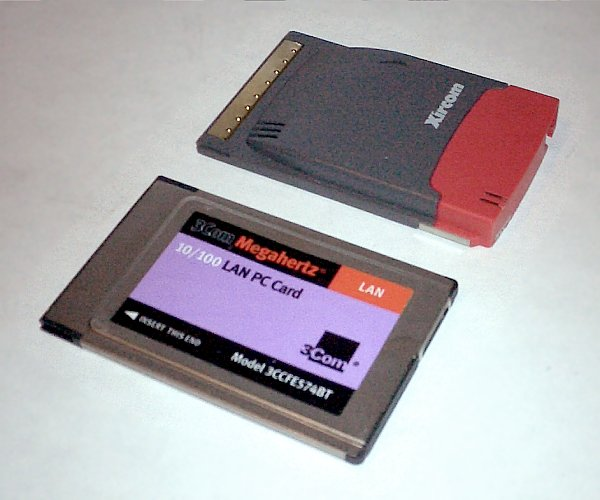
Dos dispositius PC Card:
Xircom RealPort (superior) tipus III i
3Com (inferior) tipus II

El 2013, alguns vehicles d'Honda equipats amb un sistema de navegació encara incloïen un lector de PC Card integrat al sistema d'àudio. Alguns dispositius d'entreteniment de consum de marca japonesa, com ara televisors, inclouen una ranura per a PC Card per reproduir contingut multimèdia.

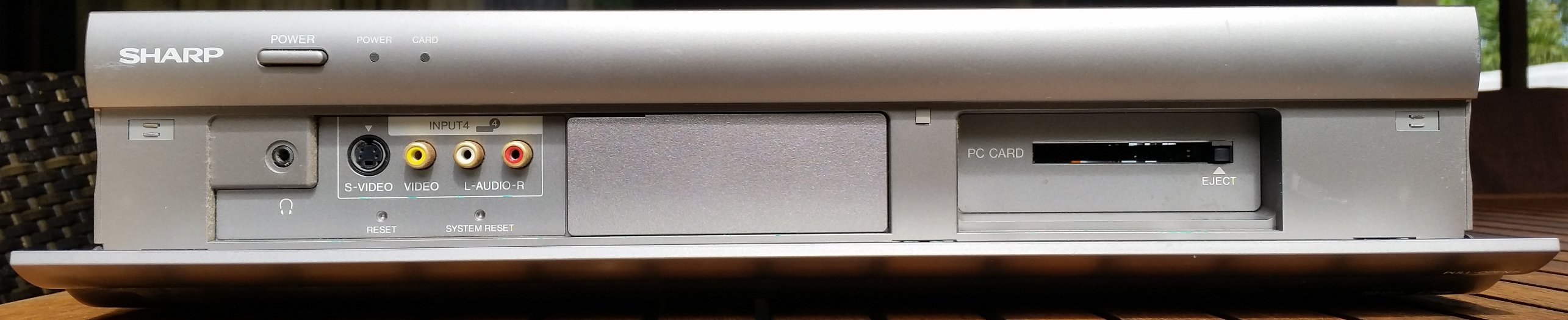
Un receptor multimèdia Sharp TU-32GAX amb una ranura per a targeta PC

## Resum
- Targeta PC = Targeta PCMCIA (nom anterior): 16 o 32 bits
- Versió de PC Card de 32 bits = CardBus (nom alternatiu)
- 16 bits vs. 32 bits: 32 bits inclou DMA o masterització de bus, 16 bits no
- Tipus I-III:
  - Tipus I: 16 bits. Gruix de configuració 3.3 mm
  - Tipus II: 16 o 32 bits. Gruix de configuració 5.0 mm
  - Tipus III: 16 o 32 bits. Gruix de configuració 10.5 mm
- PC Card va ser substituïda per l'ExpressCard el 2003.

## Nom
PCMCIA són les sigles de Personal Computer Memory Card International Association, el grup d'empreses que van definir l'estàndard. Aquest acrònim era difícil de dir i recordar, i de vegades s'anomenava en broma "La gent no pot memoritzar les sigles de la indústria informàtica". Per reconèixer un abast més llarg més enllà de la memòria i per ajudar en el màrqueting, l'associació va adquirir els drets del terme més senzill "PC Card" d'IBM. Aquest era el nom de l'estàndard a partir de la versió 2 de l'especificació. Aquestes targetes es van utilitzar per a xarxes sense fil, mòdems i altres funcions en ordinadors portàtils.

## Tipus de targetes

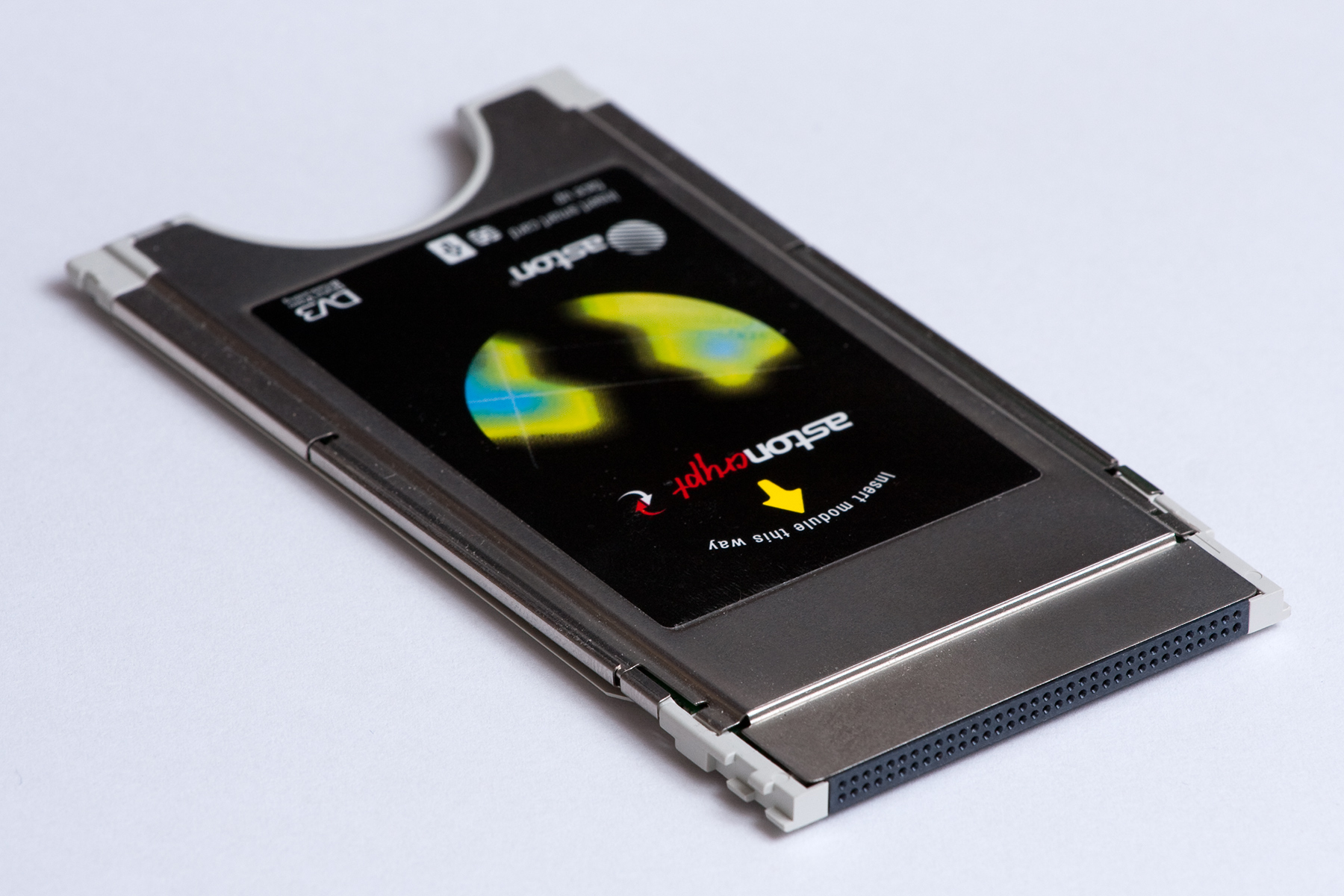
Mòdul d'accés condicional per a televisió DVB, que també utilitzen el factor de forma PC Card

Tots els dispositius PC Card utilitzen un paquet de mida similar que és de 85.6 mil·limetres (3.37 in) de llarg i 54.0 mil·limetres (2.13 in) d'ample, de la mateixa mida que una targeta de crèdit. La forma també és utilitzada per la forma d'interfície comuna de mòduls d'accés condicional per a DVB, i per Panasonic per a les seves targetes de memòria d'adquisició de vídeo professionals "P2".
L'estàndard original es va definir per a tots dos 5 V i 3.3 targetes de volts, amb 3,3 Targetes V amb una clau al costat per evitar que s'insereixin completament en una ranura només de 5 V. Algunes targetes i algunes ranures funcionen a les dues tensions segons sigui necessari. L'estàndard original es va construir al voltant d'una plataforma de bus ISA de 16 bits "millorada". Una versió més nova de l'estàndard PCMCIA és CardBus (vegeu més avall), una versió de 32 bits de l'estàndard original. A més de suportar un bus més ampli de 32 bits (en lloc dels 16 originals), CardBus també admet el domini de bus i velocitats de funcionament de fins a 33 MHz.

### Tipus I
Les targetes dissenyades segons l'especificació original (PCMCIA 1.0) són de tipus I i tenen una interfície de 16 bits. Són 3.3 mil·limetres (0.13 in) gruix i tenen una fila doble de 34 forats (68 en total) al llarg d'una vora curta com a interfície de connexió. Els dispositius de targeta PC de tipus I s'utilitzen normalment per a dispositius de memòria com ara la memòria RAM, la memòria flaix, la programable una vegada i les targetes SRAM

### Tipus II

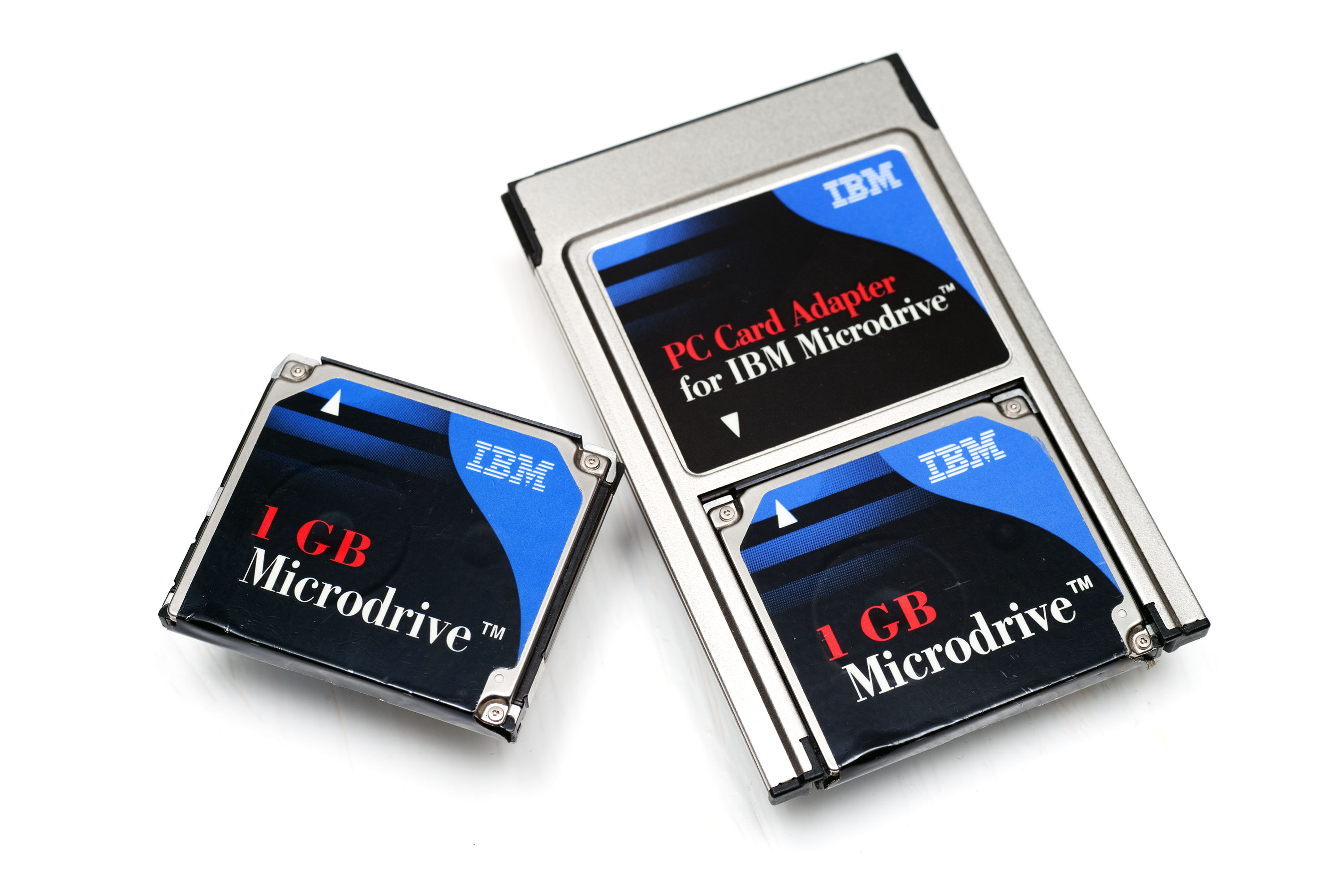
Un parell de Microdrives IBM d'1 GB, un amb un adaptador de targeta PC de tipus II

Els dispositius PC Card de tipus II i superiors utilitzen dues files de 34 sòcols i tenen una interfície de 16 o 32 bits. Són 5.0 mil·limetres (0.20 in) gruixuda. Les targetes de tipus II van introduir suport d'E/S, permetent als dispositius connectar una sèrie de perifèrics o proporcionar connectors/ranures a interfícies per a les quals l'ordinador amfitrió no tenia suport integrat.
Per exemple, moltes targetes de mòdem, xarxa i TV accepten aquesta configuració. A causa de la seva primesa, la majoria de les targetes d'interfície de tipus II tenen connectors d'interfície en miniatura a la targeta que es connecten a un dongle, un cable curt que s'adapta des del connector en miniatura de la targeta a un connector extern de mida completa. En canvi, algunes targetes tenen un grumoll a l'extrem amb els connectors. Això és més robust i còmode que un adaptador independent, però pot bloquejar l'altra ranura on hi ha ranures en un parell. Algunes targetes de tipus II, sobretot les d'interfície de xarxa i les targetes de mòdem, tenen una presa retràctil, que es pot introduir a la targeta i sortirà quan sigui necessari, permetent la inserció d'un cable des de dalt. Quan ja no cal utilitzar la targeta, la presa es pot tornar a introduir a la targeta i bloquejar-la al seu lloc, protegint-la de danys. La majoria de les targetes de xarxa tenen la seva presa a un costat, mentre que la majoria dels mòdems tenen la seva presa a l'altre costat, permetent l'ús d'ambdues alhora, ja que no interfereixen entre si. Les targetes sense fil de tipus II sovint tenien una coberta de plàstic que sortia de l'extrem de la targeta per allotjar l'antena.
A mitjans dels anys 90, les targetes d'unitats de disc dur PC Card Type II van estar disponibles; anteriorment, les unitats de disc dur PC Card només estaven disponibles al tipus III.

### Tipus III
Els dispositius PC Card de tipus III són de 16 o 32 bits. Aquestes targetes fan 10.5 mil·limetres (0.41 in) de gruix, cosa que els permet acomodar dispositius amb components que no s'ajusten a l'alçada del tipus I o del tipus II. Alguns exemples són les targetes d'unitats de disc dur, i les targetes d'interfície amb connectors de mida completa que no requereixen dongles (com cal habitualment amb les targetes d'interfície tipus II).

### Tipus IV
Les targetes de tipus IV, introduïdes per Toshiba, no van ser estandarditzades ni sancionades oficialment pel PCMCIA. Aquestes targetes fan 16 mil·limetres (0.63 in) gruixuda.

### CompactFlash
CompactFlash és un subconjunt de 50 pins de dimensions més petites de la interfície de PC Card de 68 pins. Requereix una configuració per al mode d'interfície de "memòria" o "emmagatzematge ATA ".

## CIS (Card Information Structure)
L' estructura d'informació de la targeta (CIS) són metadades emmagatzemades en una targeta de PC que conté informació sobre el format i l'organització de les dades de la targeta. El CIS també conté informació com ara:
- Tipus de targeta
- Opcions d'alimentació compatibles
- Capacitats d'estalvi d'energia compatibles
- Fabricant
- Número de model

Quan no es reconeix una targeta, sovint és perquè la informació del CIS es perd o es fa malbé.

## CardBus

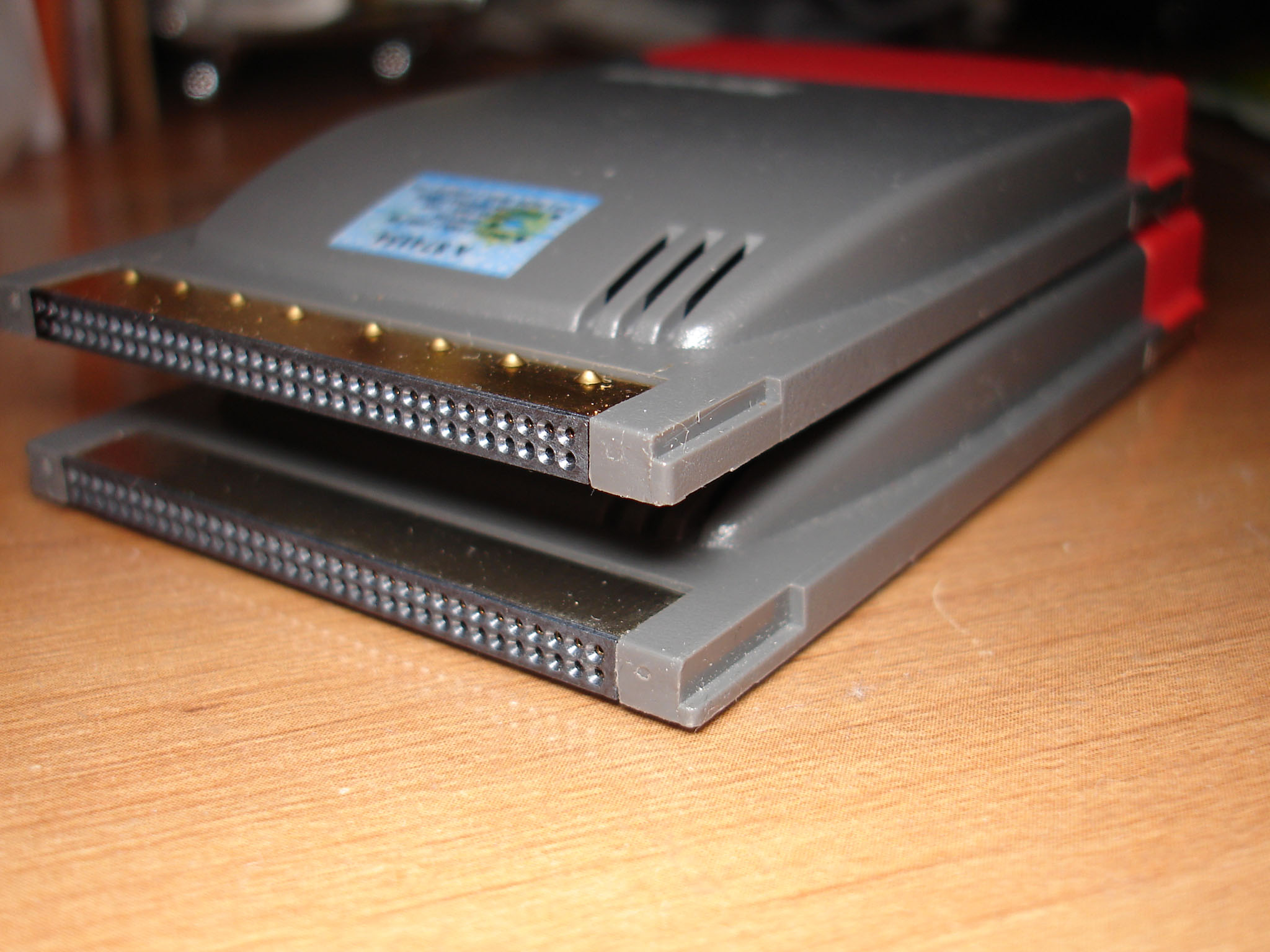
Dues targetes de mòdem Xircom RealPort Ethernet/56k. El superior és CardBus i el inferior és la versió PCMCIA de 5 volts. Tingueu en compte l'osca lleugerament diferent més la placa posterior a terra addicional.

CardBus són dispositius PCMCIA 5.0 o posterior (JEIDA 4.2 o posterior) de 32 bits, introduïts el 1995 i presents als ordinadors portàtils a partir de finals de 1997. CardBus és efectivament un 32-bit, 33 Bus PCI MHz en el disseny de la targeta PC. CardBus admet el mastering del bus, que permet que un controlador del bus parli amb altres dispositius o memòria sense passar per la CPU. Molts chipsets, com els que admeten Wi-Fi, estan disponibles tant per a PCI com per a CardBus.
L'osca de la part frontal esquerra del dispositiu és lleugerament més baixa en un dispositiu CardBus, de manera que, per disseny, un dispositiu de 32 bits no es pot connectar a equips anteriors que només admetien dispositius de 16 bits. La majoria de les ranures noves accepten els dispositius CardBus i PC Card originals de 16 bits. Les targetes CardBus es poden distingir de les més antigues per la presència d'una banda daurada amb vuit tacs petits a la part superior de la targeta al costat dels endolls dels pins.
La velocitat de les interfícies CardBus en mode de ràfega de 32 bits depèn del tipus de transferència: en mode byte, la transferència és de 33 MB/s; en mode word és 66 MB/s; i en mode dword (paraula doble) 132 MB/s.

## CardBay
CardBay és una variant afegida a l'especificació PCMCIA introduïda el 2001. Es pretenia afegir una certa compatibilitat cap endavant amb USB i IEEE 1394, però no es va adoptar universalment i només alguns ordinadors portàtils tenen controladors PC Card amb funcions CardBay. Aquesta és una implementació de la iniciativa conjunta Drive Bay de Microsoft i Intel.

## Descendents i variants
Un mòdul d'accés condicional CableCARD és una targeta PC de tipus II destinada a connectar-se a un decodificador de cable o un televisor digital preparat per a cable.
La interfície ha generat una generació de targetes de memòria flash que es van proposar millorar la mida i les característiques de les targetes de tipus I: CompactFlash, MiniCard, P2 Card i SmartMedia. Per exemple, l'especificació elèctrica de la PC Card també s'utilitza per a CompactFlash, de manera que un adaptador PC Card CompactFlash pot ser un adaptador físic passiu en lloc de requerir circuits addicionals.
ExpressCard és una especificació posterior de la PCMCIA, pensada com a reemplaçament de la targeta PC, construïda al voltant dels estàndards PCI Express i USB 2.0. L'estàndard de la targeta PC està tancat per a un desenvolupament posterior i PCMCIA encoratja fortament els futurs dissenys de productes per utilitzar la interfície ExpressCard. Des del 2006 aproximadament, les ranures ExpressCard van substituir les ranures PCMCIA als ordinadors portàtils, amb uns quants ordinadors portàtils que tenien ambdues en el període de transició. Gran part de l'expansió que abans requeria una targeta PCMCIA ara s'atén mitjançant USB, reduint el requisit de ranures d'expansió internes; el 2011, molts ordinadors portàtils no en tenien cap.
Les preses ExpressCard i CardBus són incompatibles físicament i elèctricament. Hi ha adaptadors ExpressCard-to-CardBus i Cardbus-to-ExpressCard que connecten una targeta Cardbus a una ranura Expresscard, o viceversa, i realitzen la interfície elèctrica necessària. Aquests adaptadors no gestionen targetes PCMCIA antigues que no siguin Cardbus.
Els adaptadors per a targetes PC a ranures ISA d'ordinadors personals estaven disponibles quan aquestes tecnologies eren actuals. S'han fabricat adaptadors Cardbus per a ranures PCI. Aquests adaptadors s'utilitzaven de vegades per adaptar targetes PCMCIA sense fil (802.11) a ordinadors d'escriptori amb ranures PCI.
Alguns ordinadors portàtils IBM ThinkPad van prendre la seva memòria RAM integrada (en mides que van des de 4 a 16 MB) en el factor d'una targeta IC-DRAM. Tot i que són molt similars pel que fa al factor de forma, aquestes targetes no van entrar en una ranura estàndard per a targetes de PC, sovint s'instal·laven sota el teclat, per exemple. Tampoc eren compatibles amb pins, ja que tenien 88 pins, però en dues files esglaonades, a diferència de files parells com les targetes PC.
L'estàndard de codi obert EOMA68 utilitza els mateixos connectors de la targeta PC de 68 pins i es correspon amb el factor de forma de la targeta PC de moltes altres maneres.

## Obsolescència tecnològica
Després del llançament de l'ExpressCard basat en PCIe l'any 2003, els fabricants d'ordinadors portàtils van començar a instal·lar ranures ExpressCard a ordinadors portàtils nous en comptes de ranures per a targetes PC. Els dispositius PC Card es poden connectar a un adaptador ExpressCard, que proporciona un pont PCI a PCIe. Tot i ser molt més ràpid en velocitat/amplada de banda, ExpressCard no era tan popular com PC Card, en part a causa de la omnipresencia dels ports USB als ordinadors moderns. La majoria de les funcionalitats que ofereixen els dispositius PC Card o ExpressCard estan ara disponibles com a dispositiu USB extern. Aquests dispositius USB tenen l'avantatge de ser compatibles amb ordinadors d'escriptori i dispositius portàtils. (Els ordinadors d'escriptori poques vegades tenien una ranura per a targeta PC o ExpressCard. ) Actualment, la ranura de la targeta PC es pot trobar com a interfície comuna per decodificar canals de televisió als televisors.